# Родольфо Орландіні
Родольфо Орландо Орландіні (ісп. Rodolfo Orlando Orlandini, нар. 1 січня 1905, Буенос-Айрес, Аргентина — 24 грудня 1990, там же) — аргентинський футболіст, що грав на позиції півзахисника. По завершенні ігрової кар'єри — тренер.
Виступав, зокрема, за клуби «Спортіво Буенос-Айрес», «Дженоа» та «Ніцца», а також національну збірну Аргентини.
У складі збірної — переможець чемпіонату Південної Америки і фіналіст Чемпіонату світу.

## Клубна кар'єра
У дорослому футболі дебютував 0 року виступами за команду клубу «Бока Хуніорс», в якій провів тридцять сезонів.
Своєю грою за цю команду привернув увагу представників тренерського штабу клубу «Спортіво Буенос-Айрес», до складу якого приєднався 1926 року. Відіграв за команду з Буенос-Айреса наступні чотири сезони своєї ігрової кар'єри. Більшість часу, проведеного у складі «Спортіво Буенос-Айрес», був основним гравцем команди.
Протягом 1930 року захищав кольори команди клубу «Естудьянтіл Портеньйо».
1931 року уклав контракт з клубом «Дженоа», у складі якого провів наступні п'ять років своєї кар'єри гравця.
1936 року перейшов до клубу «Ніцца», за який відіграв 2 сезони. Завершив професійну кар'єру футболіста виступами за команду «Ніцца» у 1938 році.

## Виступи за збірну
1927 року дебютував в офіційних матчах у складі національної збірної Аргентини. Протягом кар'єри у національній команді, яка тривала 4 роки, провів у її формі 10 матчів.
Брав участь в Олімпійських іграх в Амстердамі, грав у чвертьфінальному матчі проти Бельгії (6:3).
У складі збірної був учасником Чемпіонату Південної Америки 1929 року в Аргентині, здобувши того року титул континентального чемпіона.
На чемпіонату світу 1930 року в Уругваї, де разом з командою здобув «срібло», провів три поєдинки з Мексикою (6:3), Чилі (3:1) і США (6:1).

## Кар'єра тренера
Розпочав тренерську кар'єру, повернувшись до футболу після невеликої перерви, 1945 року, очоливши тренерський штаб збірної Еквадору.
1949 року став головним тренером збірної Сальвадору, яку тренував два роки.
Протягом тренерської кар'єри також очолював команду клубу «Уніон Магдалена».
Останнім місцем тренерської роботи була збірна Колумбії, головним тренером якої Родольфо Орландіні був протягом 1957 року.
Помер 24 грудня 1990 року на 86-му році життя у місті Буенос-Айрес.

## Титули і досягнення
- Віце-чемпіон світу: 1930
- Переможець чемпіонату Південної Америки (1): 1929
- Срібний олімпійський призер: 1928